# Marko Tolić
Marko Tolić (Zagreb, 5. srpnja 1996.) hrvatski je nogometaš koji igra na poziciji ofenzivnog veznog. Trenutačno igra za Slovan Bratislavu.

## Klupska karijera
Marko je u mlađim kategorijama nastupao za klubove iz Zagreba. Seniorsku karijeru započeo je u Lokomotivi, nako čega su uslijedile mnogobrojne posudbe. U sezoni 2019./20. ponovno je dobio šansu i bio je jedan od ključnih igrača zagrebačkog kluba u pohodu na drugo mjesto, s kojim su osigurali kvalifikacije za najelitnije europsko natjecanje, Ligu prvaka.
Za zagrebački Dinamo potpisao je 14. kolovoza 2020. i zadužio opremu s brojem 24. Dana 30. kolovoza 2020. debitirao je za Dinamo u domaćoj pobjedi (4:1) nad Osijekom. Na toj utakmici je i postigao svoj prvi pogodak u 86. minuti iz kaznenog udarca.

## Priznanja

### Klupska
Dinamo Zagreb
- 1. HNL/HNL (3): 2020./21., 2021./22., 2022./23.
- Hrvatski nogometni kup (1): 2020./21.
- Hrvatski nogometni superkup (1): 2022.

Slovan Bratislava
- Slovačka Superliga (1): 2023./24.

## Vanjske poveznice
- (engl.)
- Marko Tolić na soccerway.com